# Bengt Sjönell
Per Bengt Göran Sjönell (i riksdagen kallad Sjönell i Stockholm), född 12 september 1917 i Umeå stadsförsamling, Västerbottens län, död 5 maj 2004 i Oscars församling, Stockholms län, var en svensk direktör och politiker, fram till 1963 folkpartist och därefter centerpartist.
Bengt Sjönell var verkställande direktör för Svenska industriföreningen 1950–1977. Han tillhörde folkpartiets partistyrelse 1957–1963 men övergick 1964 till centerpartiet, där han var ledamot i partiets företagarråd 1964–1981.
Han var riksdagsledamot för Stockholms stads valkrets i två omgångar, dels för folkpartiet i första kammaren 1961 och dels för centerpartiet 1965–1979, fram till 1970 i andra kammaren. I riksdagen var han bland annat suppleant i bankoutskottet och statsutskottet 1965–1970. Han drev framför allt småföretagsfrågor.